# Ernst von der Schulenburg-Wolfsburg
Ernst Wilhelm August Graf von der Schulenburg-Wolfsburg (* 3. Juli 1832 in Braunschweig; † 23. März 1878 in Berlin) war ein deutscher Rittergutsbesitzer und Politiker aus dem Adelsgeschlecht von der Schulenburg.

## Leben
Von der Schulenburg war der Sohn von Werner von der Schulenburg-Wolfsburg (1792–1861 ebenda) und dessen Ehefrau Luise Ernestine Charlotte Freiin von Vincke (* 7. Juli 1797; † 5. Februar 1888). Er war evangelisch und heiratete am 30. Juni 1863 Melanie Henriette Emilie Friederike von Helldorff (* 28. Juni 1835 in St. Ulrich; † 26. April 1917 in Hannover), eine Tochter von Carl von Helldorff und Pauline Henriette Emilie, geb. Freiin von Spiegel zu Peckelsheim. Aus der Ehe gingen vier Kinder, darunter Günther von der Schulenburg (1865–1939), hervor.
Von der Schulenburg schlug eine Militärlaufbahn ein und wurde Sekondeleutnant im Thüringisches Husaren-Regiment Nr. 12. Um 1865 wurde er Premierleutnant und schied zuletzt als Major aus dem aktiven Dienst aus. Er lebte als Rittergutsbesitzer auf Schloss Oefte. 1877 wurde er zum königlich preußischen Kammerjunker und später zum Kammerherrn ernannt. 1870 wurde er Ehrenritter des Johanniterordens.
Von der Schulenburg war 1868 stellvertretender Abgeordneter im Provinziallandtag der Rheinprovinz und wurde in den Landtag einberufen. Von 1871 bis 1875 erfolgte keine Einberufung als Stellvertreter, wohl aber zur zweiten Landtagssession 1875. 1877 wurde er als Abgeordneter gewählt und nahm am Landtag teil.